# Pischelsdorfer Wiesen

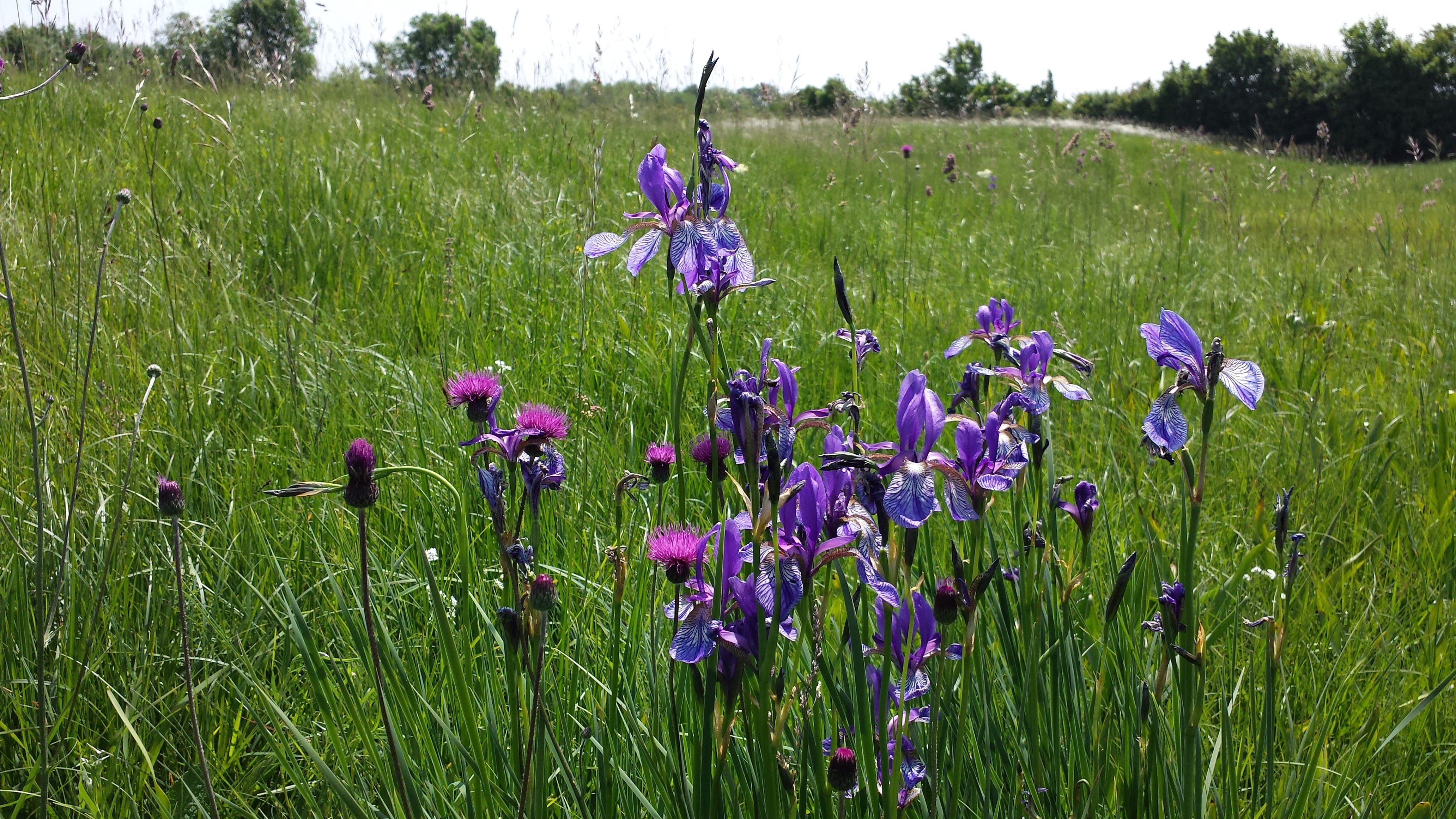
Im Vordergrund eine feuchte Senke in den Pischelsdorfer Wiesen mit einem Vorkommen der Sibirien-Schwertlilie (Iris sibirica). Der helle Streifen im Hintergrund wird von den im Wind wogenden Grannen des Federgrases (Stipa pennata agg.) gebildet, welches auf einer trockenen Erhebung wächst.

Die Pischelsdorfer Wiesen (auch als „Pischelsdorfer Fischawiesen“ bezeichnet) sind ein Naturschutzgebiet und Teil eines Natura 2000-Gebietes in der Gemeinde Götzendorf an der Leitha im Bundesland Niederösterreich (Bezirk Bruck an der Leitha). Das zu den artenreichsten Biotopkomplexen Österreichs zählende Schutzgebiet umfasst eine Fläche von 15,2 Hektar und ist der Rest einer ehemals ausgedehnten Wiesenlandschaft der sogenannten Feuchten Ebene.

## Ökologische Bedeutung
In den Pischelsdorfer Wiesen kommen auf engem Raum feuchte Senken neben Halbtrockenrasen vor. Dieses Lebensraummosaik ist ein Grund für die große Artenvielfalt. Die Ursache der feuchten Senken ist der spezielle Wasserhaushalt, bei dem das Grundwasser an die Oberfläche tritt.

## Fauna und Flora
In den Pischelsdorfer Wiesen wurden 680 Schmetterlingsarten nachgewiesen. Zahlreiche gefährdete Heuschreckenarten wie die vom Aussterben bedrohte Heideschrecke (Gampsocleis glabra) und die Steppen-Beißschrecke (Platycleis montana) haben im Schutzgebiet einen Rückzugsort.
Die feuchten Mulden sind ideale Habitate für unterschiedliche Amphibien wie die Rotbauchunke (Bombina bombina), den Springfrosch (Rana dalmatina), den Kleinen Wasserfrosch (Pelophylax lessonae) oder den Europäischen Laubfrosch (Hyla arborea).
Reptilien wie die Zauneidechse (Lacerta agilis) oder die Ringelnatter (Natrix natrix) wurden nachgewiesen. Der Lebensraum, wie er in den Pischelsdorfer Wiesen gegeben ist, eignet sich auch ideal für die vom Aussterben bedrohte Wiesenotter (Vipera ursinii). Untersuchungen im Jahr 1991 konnten jedoch keinen Nachweis erbringen. Auch wurde befunden, dass der verbliebene isolierte Restlebensraum zu klein für die Erhaltung der Art ist.
Gefährdete Vogelarten wie der Große Brachvogel (Numenius arquata), der Kiebitz (Vanellus vanellus), das Braunkehlchen (Saxicola rubetra), die Grauammer (Emberiza calandra syn. Miliaria calandra), die Sperbergrasmücke (Sylvia nisoria) oder die Beutelmeise (Remiz pendulinus) brüten hier noch. Einige der früher vorkommenden Brutarten wie die Schafstelze (Motacilla flava) oder die Bekassine (Gallinago gallinago) bleiben inzwischen aus.
Am bekanntesten sind die Pischelsdorfer Wiesen wegen ihrer botanischen Besonderheiten: Sumpf-Siegwurz (Gladiolus palustris), Lungen-Enzian (Gentiana pneumonanthe), Gewöhnlicher Teufelsabbiss (Succisa pratensis), Feuchtwiesen-Prachtnelke (Dianthus superbus subsp. superbus), Groß-Kreuzblume (Polygala major), Zotten-Lein (Linum hirsutum), Gelber Lein (Linum flavum), Wanzen-Knabenkraut (Anacamptis coriophora), Becherglocke (Adenophora liliifolia), Steppen-Glockenblume (Campanula sibirica) oder Sibirische Schwertlilie (Iris sibirica) sind nur eine kleine Auswahl der hier vorkommenden Pflanzenarten.

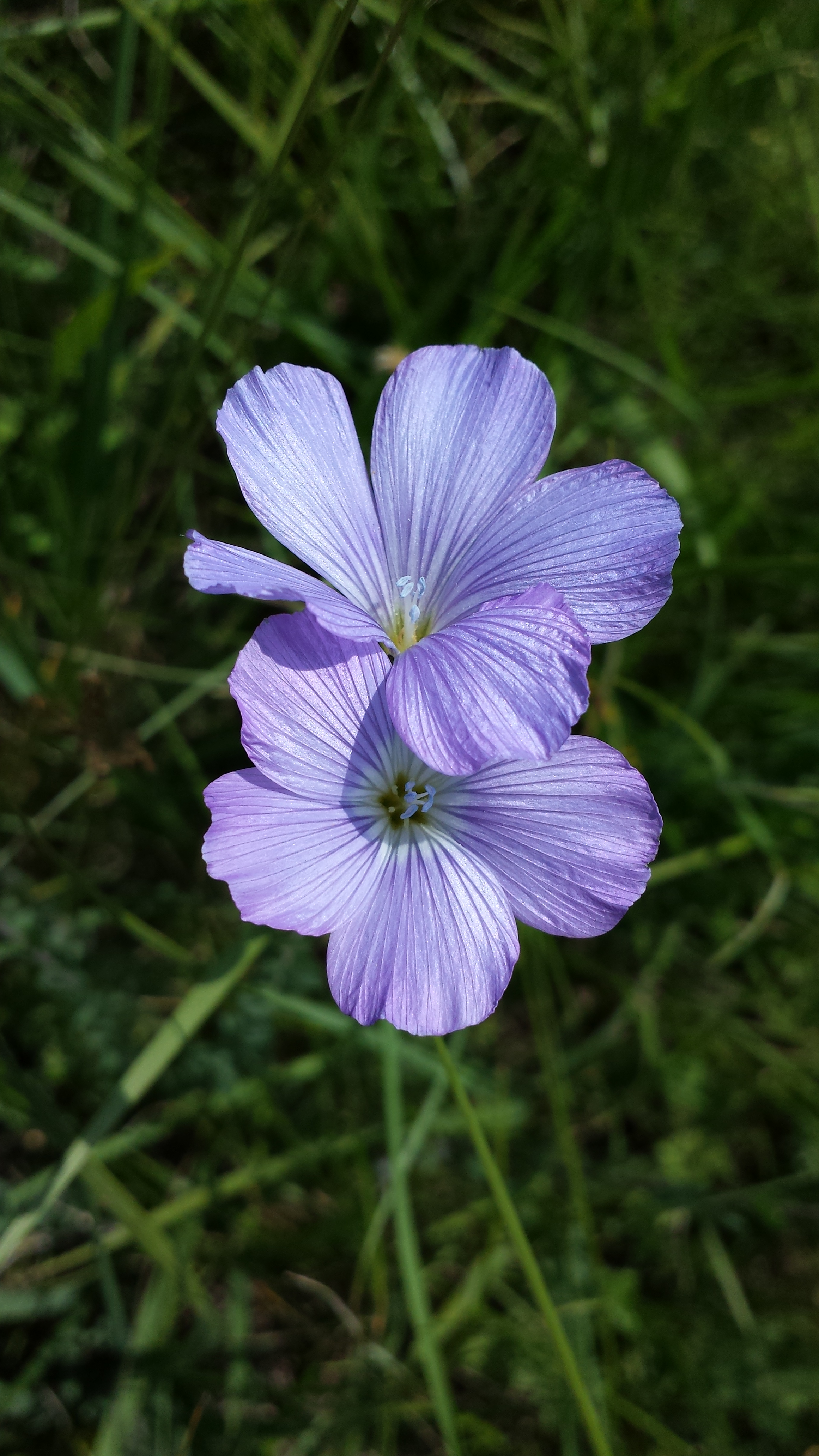
Zotten-Lein (Linum hirsutum)
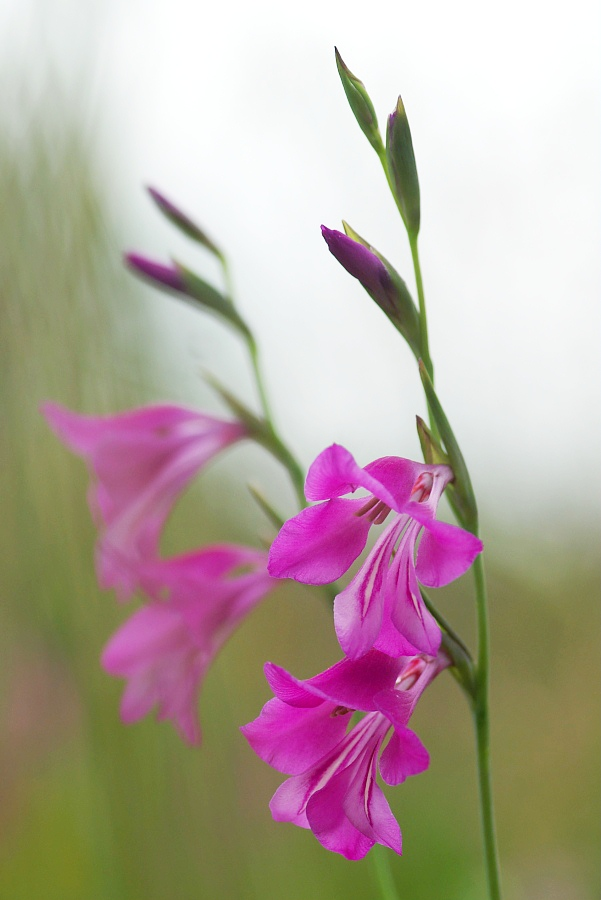
Sumpf-Siegwurz (Gladiolus palustris)
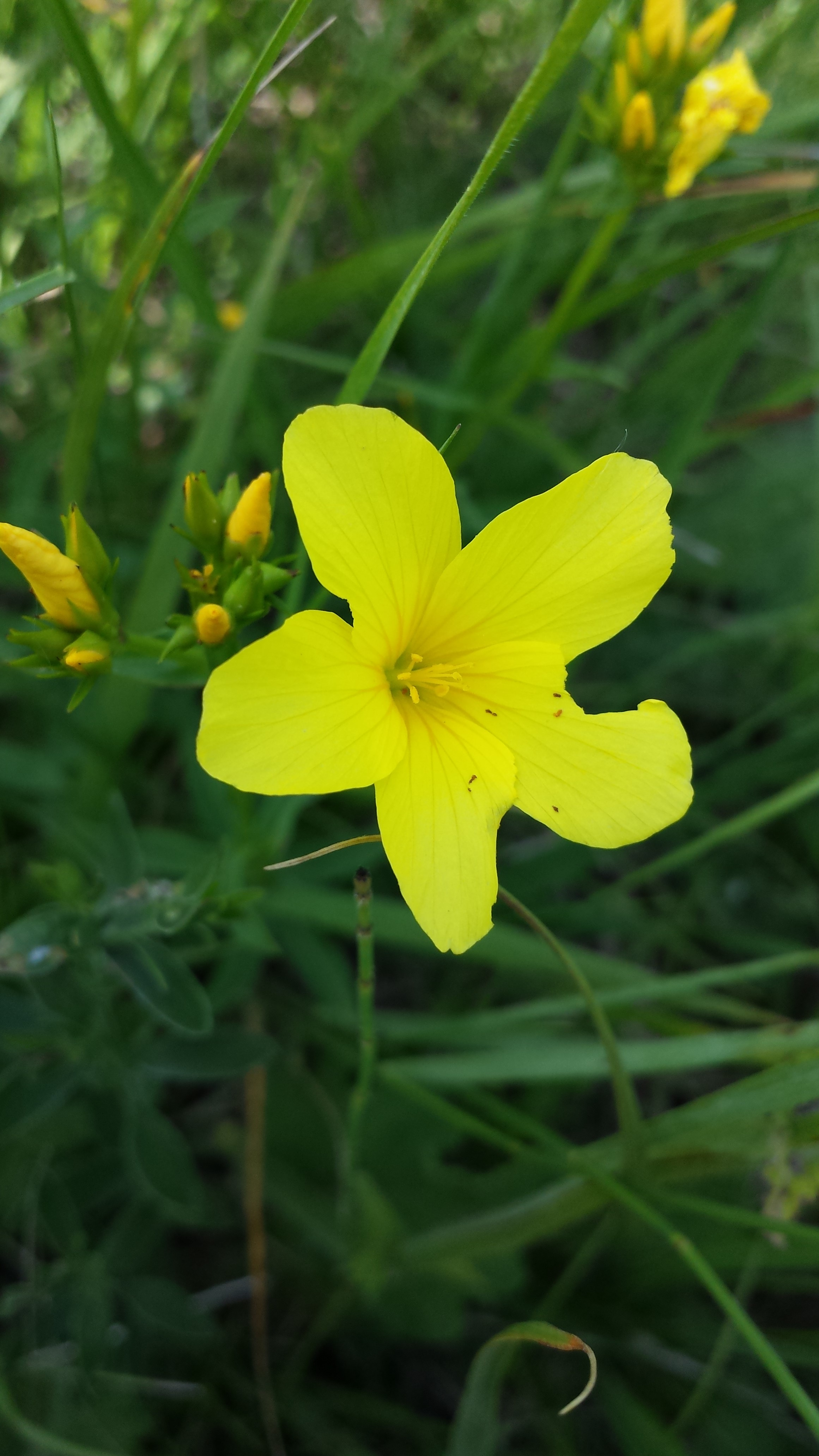
Gelber Lein (Linum flavum)
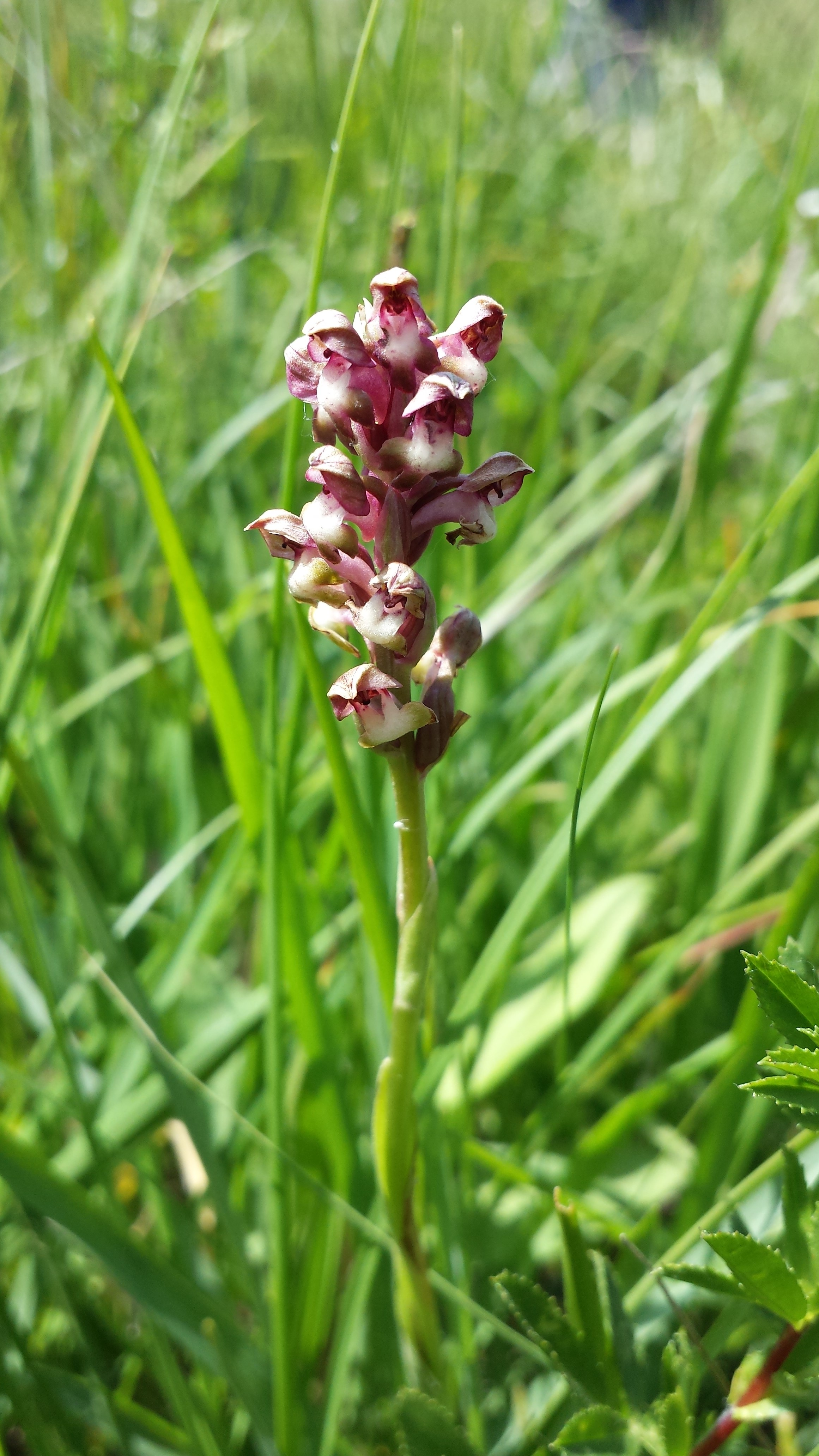
Wanzen-Knabenkraut (Orchis coriophora)
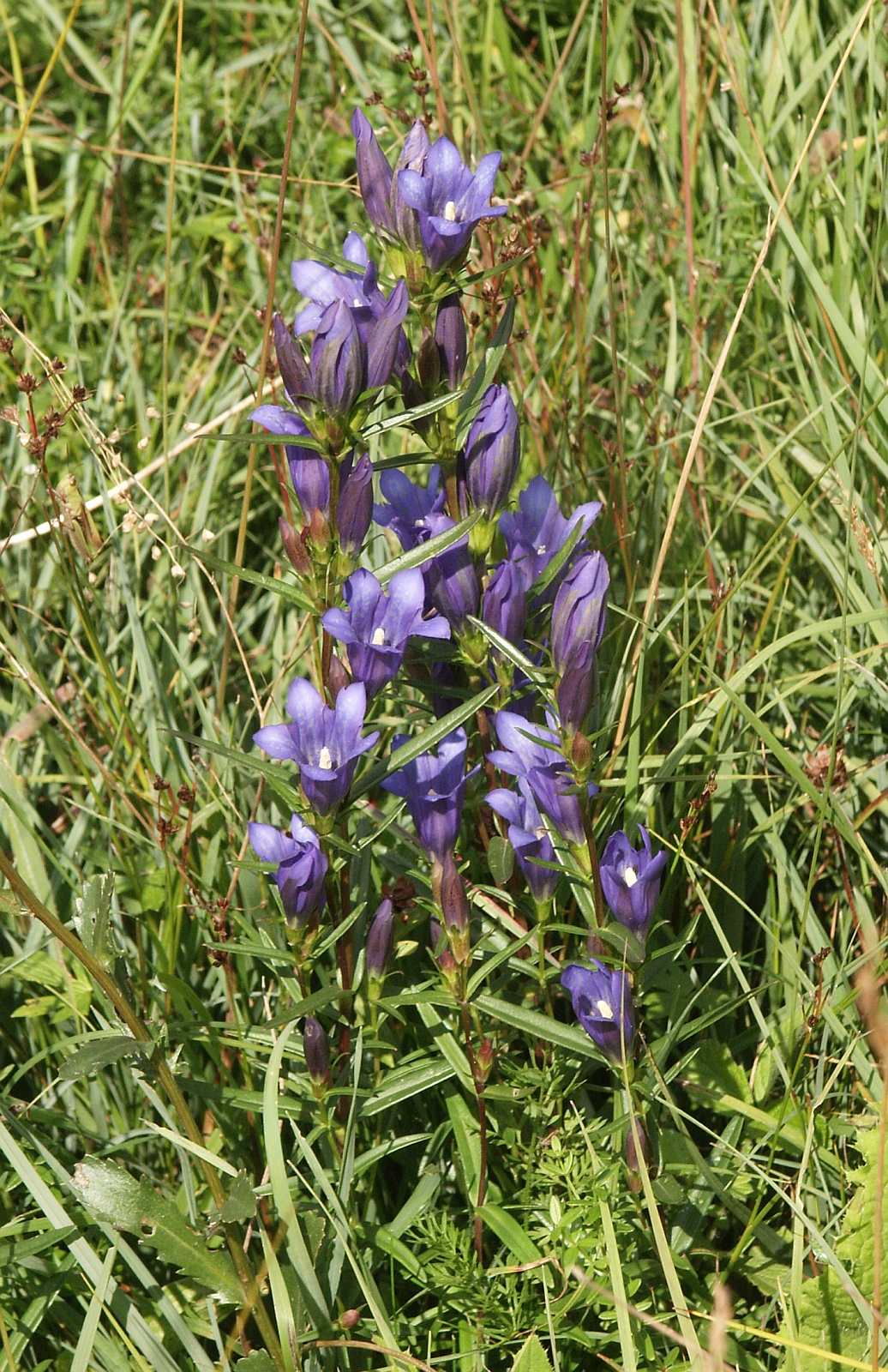
Lungen-Enzian (Gentiana pneumonanthe)
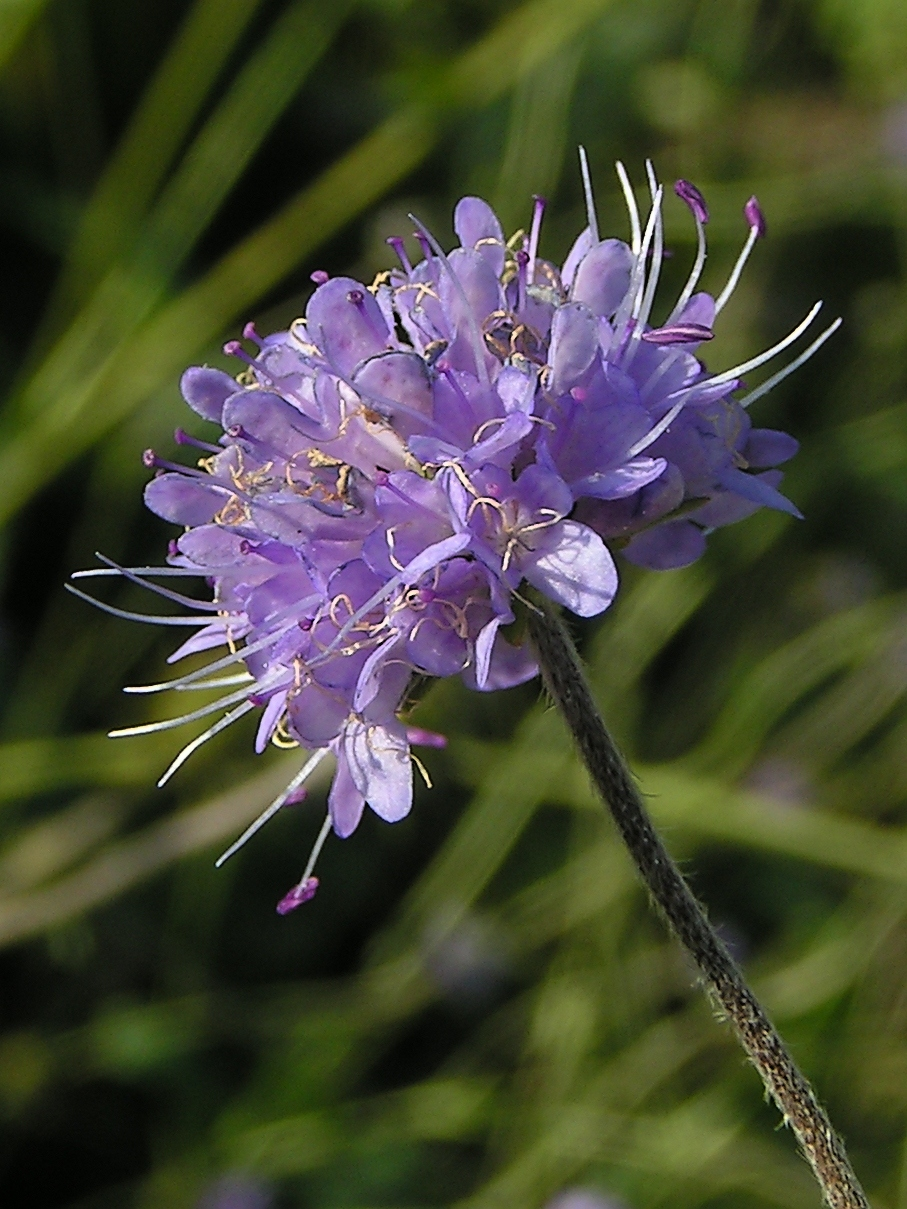
Gewöhnlicher Teufelsabbiss (Succisa pratensis)
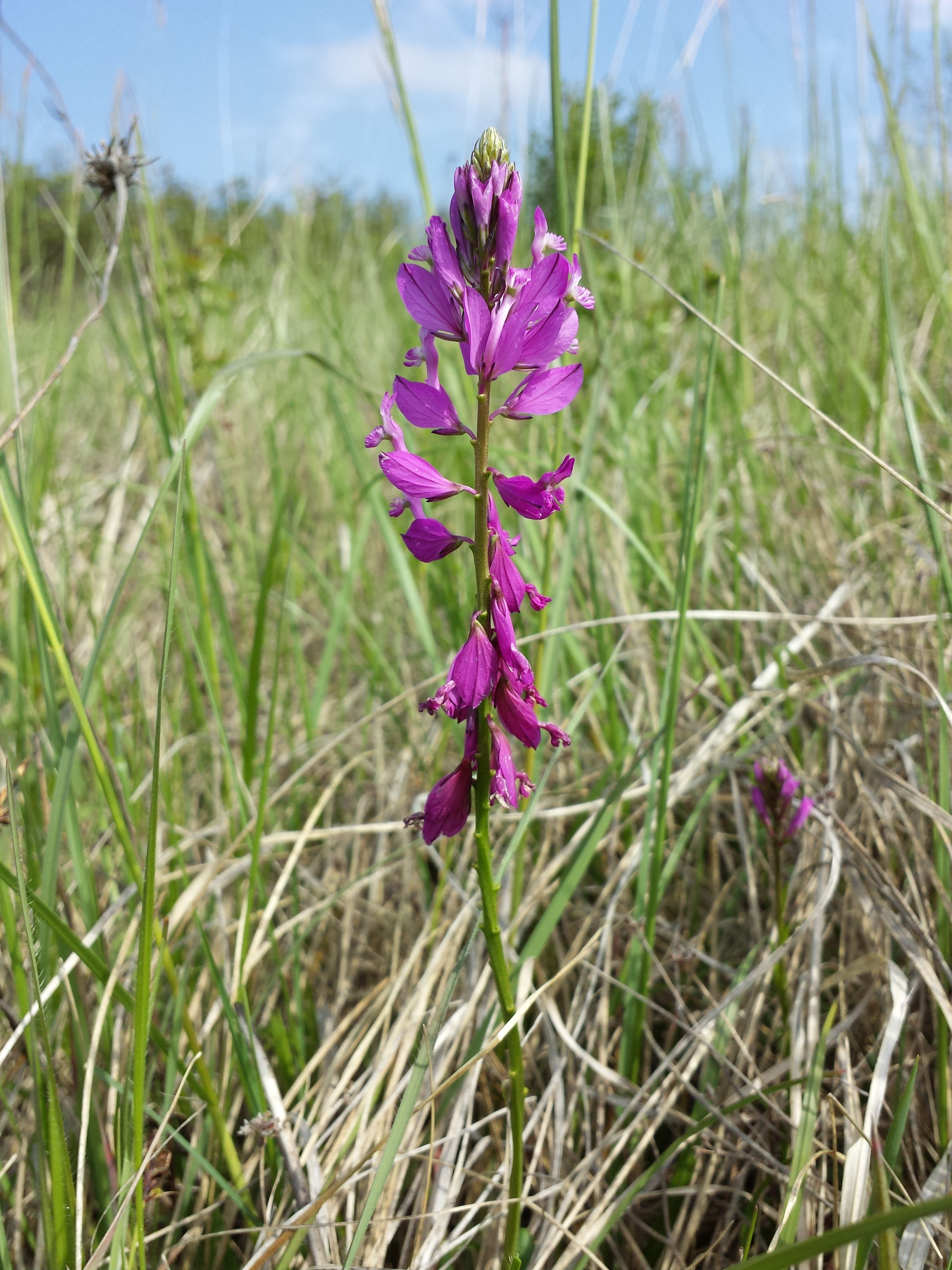
Groß-Kreuzblume (Polygala major)
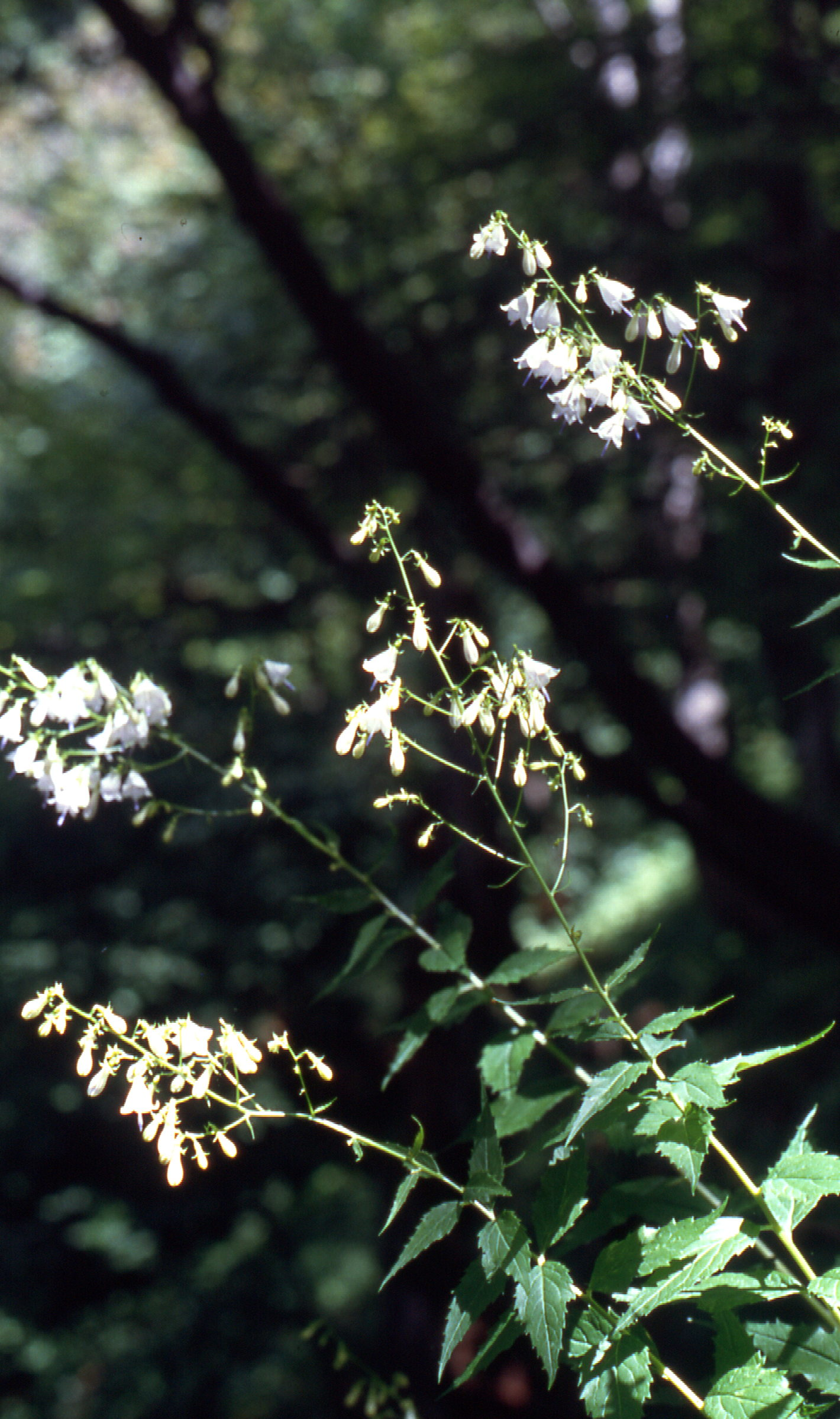
Becherglocke (Adenophora liliifolia)
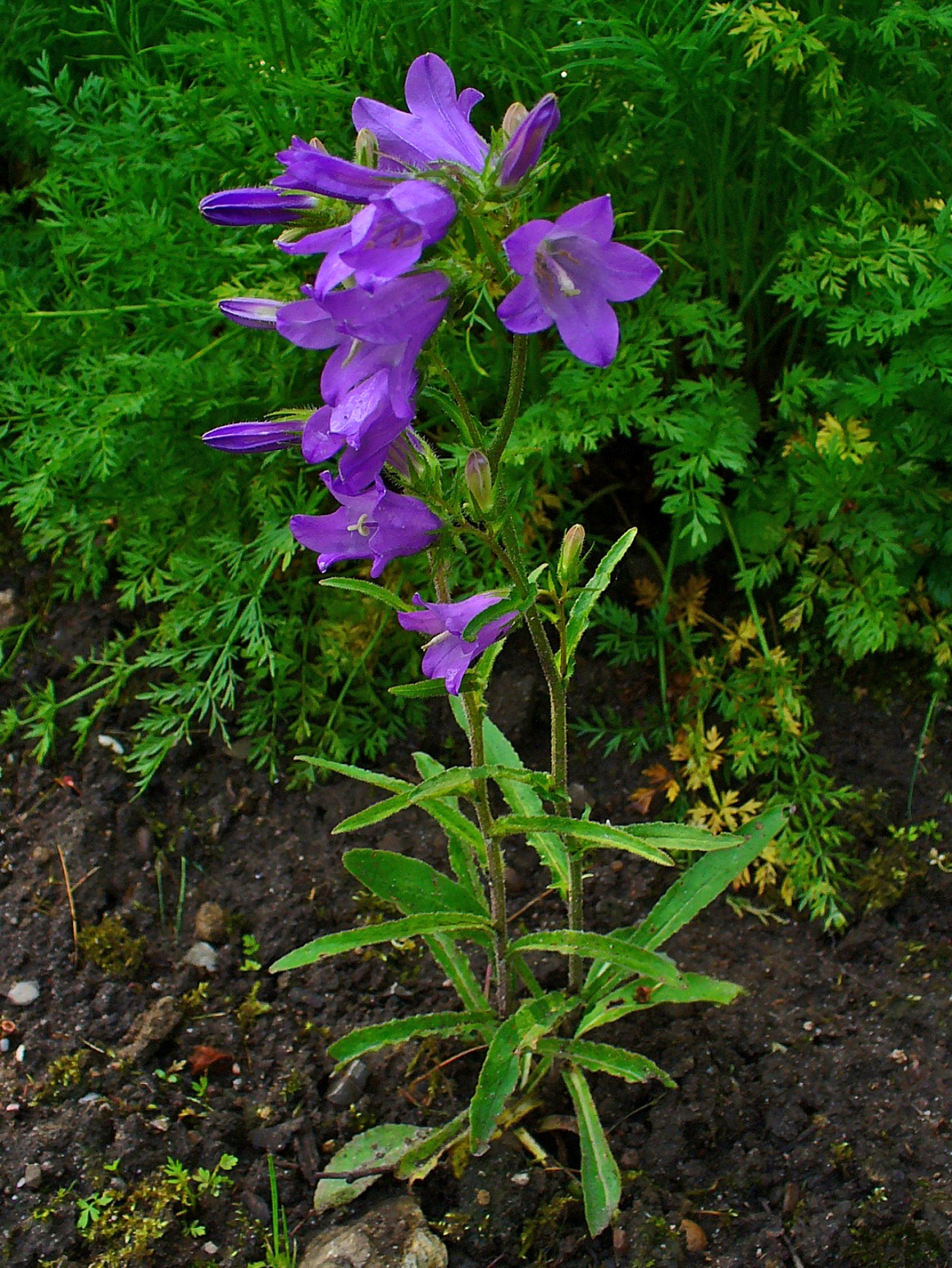
Steppen-Glockenblume (Campanula sibirica)

## Schutzkategorien und Gebietsausweisungen
Das Naturschutzgebiet wurde 1966 verordnet. Es umfasst laut Verordnung (Stand: Oktober 2014) die Grundstücke Nr. 2309, 2310, 2311, 2312 und 2313 in der Katastralgemeinde Pischelsdorf.
1989 wurde das Naturschutzgebiet vom Europarat zum Biogenetischen Reservat erklärt.
Im Jahr 1998 wurde das Natura 2000-Vogelschutzgebiet „Feuchte Ebene – Leithaauen“ an die EU-Kommission gemeldet. Die Pischelsdorfer Wiesen sind ein Teil des Vogelschutzgebietes. Im Jahr 2009 wurde das Vogelschutzgebiet dann rechtsgültig verordnet.
Die Pischelsdorfer Wiesen sind auch Teil des gleichnamigen, aber nicht gleichflächigen Fauna-Flora-Habitat-Gebietes (kurz „FFH-Gebiet“) „Feuchte Ebene – Leithaauen“, das ebenfalls im Jahr 1998 gemeldet wurde. Im Jahr 2011 wurde das FFH-Gebiet rechtsgültig verordnet.

## Eingriffe und Gefährdung
Durch Entwässerungsmaßnahmen im Nahbereich des Naturschutzgebietes werden die Pischelsdorfer Wiesen mit ihren empfindlichen Arten beeinträchtigt, ebenso durch Begehen und Befahren der Flächen. Auch wird das Gebiet als erheblich zu klein angesehen, um Arten wie dem Großen Brachvogel sein Bruthabitat zu erhalten.
Bereits 1999 wurde von der zuständigen Behörde angegeben, dass der Schutzstatus für die Erreichung der Schutzziele im Biogenetischen Reservat nicht ausreichend wirksam ist und dass es Konflikte durch die angrenzende landwirtschaftliche Nutzung (Dünger- und Pestizideintrag) gibt. Schon damals war die Erweiterung des Naturschutzgebietes auf 27 Hektar vorgesehen, was bislang (Stand: Juli 2014) noch nicht erfolgt ist.